# Китайская нефтехимическая корпорация
Китайская нефтехимическая корпорация (англ. China Petrochemical Corporation или англ. Sinopec Group, кит. 中国石油化工集团公司) — крупнейшая китайская нефтеперерабатывающая и нефтехимическая компания, входит в «большую тройку» нефтяных компаний Китая (наряду с CNPC и CNOOC), по состоянию на 2020 год — крупнейшая компания страны по обороту. Основана в 1998 году, штаб-квартира расположена в Пекине. Контрольный пакет акций Sinopec Group находится под контролем SASAC.   

## История
China Petrochemical Corporation создана в июле 1998 года в результате реорганизации активов государственной «Китайской нефтехимической корпорации», основанной в 1983 году. В феврале 2000 года лучшие активы государственной Sinopec Group были выделены в состав отдельной компании Sinopec (China Petroleum & Chemical Corporation), а в октябре 2000 года акции Sinopec вышли на Гонконгскую фондовую биржу, Нью-Йоркскую фондовую биржу и Лондонскую фондовую биржу.
В августе 2001 года акции Sinopec также стали котироваться и на Шанхайской фондовой бирже. В 2005 году China Petrochemical Corporation была признана крупнейшим предприятием Китая по обороту. В 2009 году к смертной казни за взяточничество был приговорён Чэнь Тунхай, который в 2003—2007 годах являлся президентом компании. В марте 2010 года Sinopec Group приобрела нефтедобывающие активы в Анголе. В 2011 году компания заняла 5-е место в рейтинге Fortune Global 500.
В январе 2017 года экс-глава China Sinopec Group Ван Тяньпу был приговорен к лишению свободы на 15,5 года за взяточничество.
9 декабря 2019 года в результате объединения трубопроводных активов государственных компаний CNPC, Sinopec и CNOOC была основана компания PipeChina. В ноябре 2023 года Sinopec подписала соглашение о сотрудничестве с QatarEnergy, включающее договор купли-продажи сжиженного природного газа сроком на 27 лет, а также долевое участие в совместном предприятии.

## Деятельность

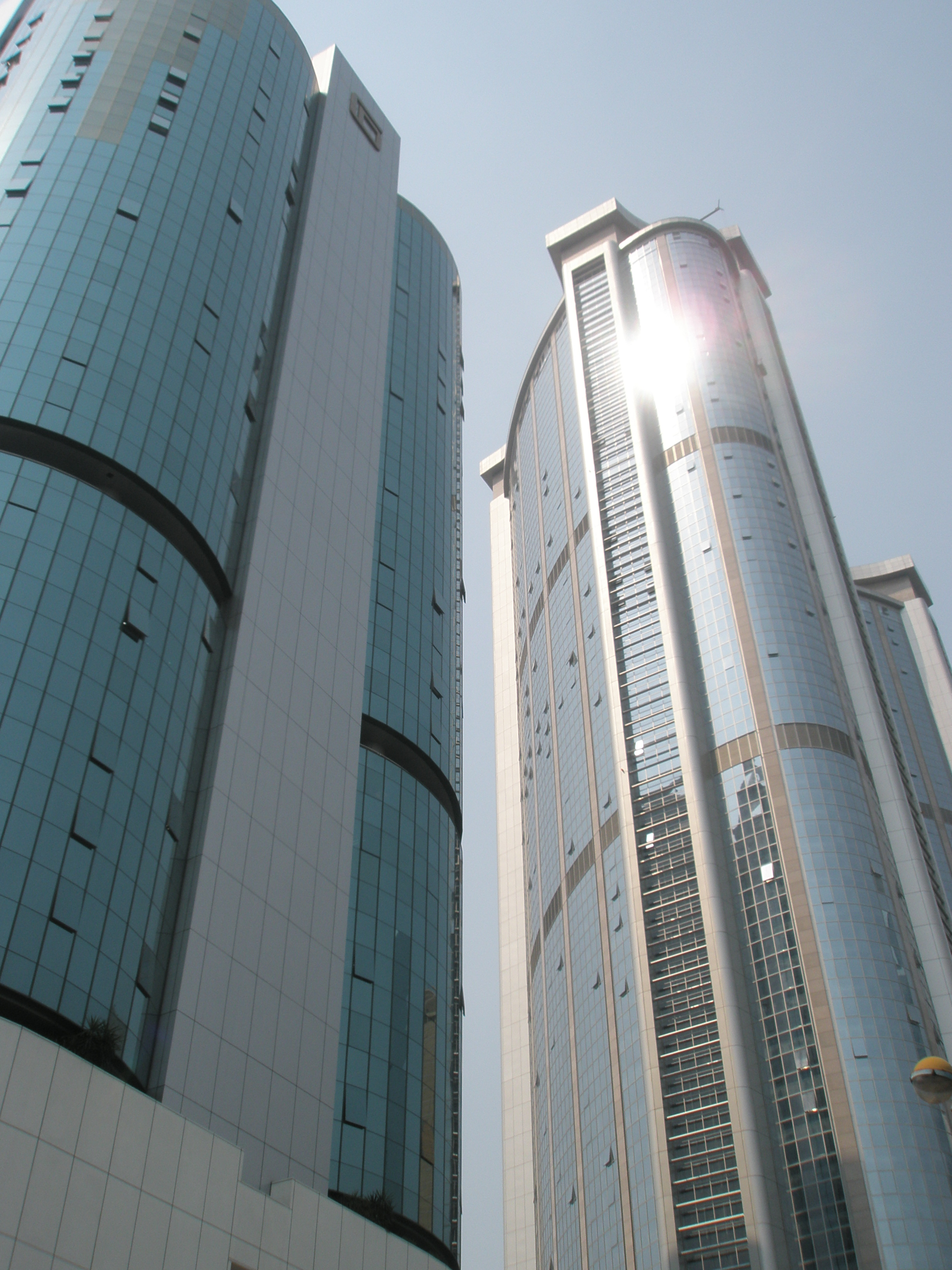
Небесрёб Sinopec Tower в Гуанчжоу

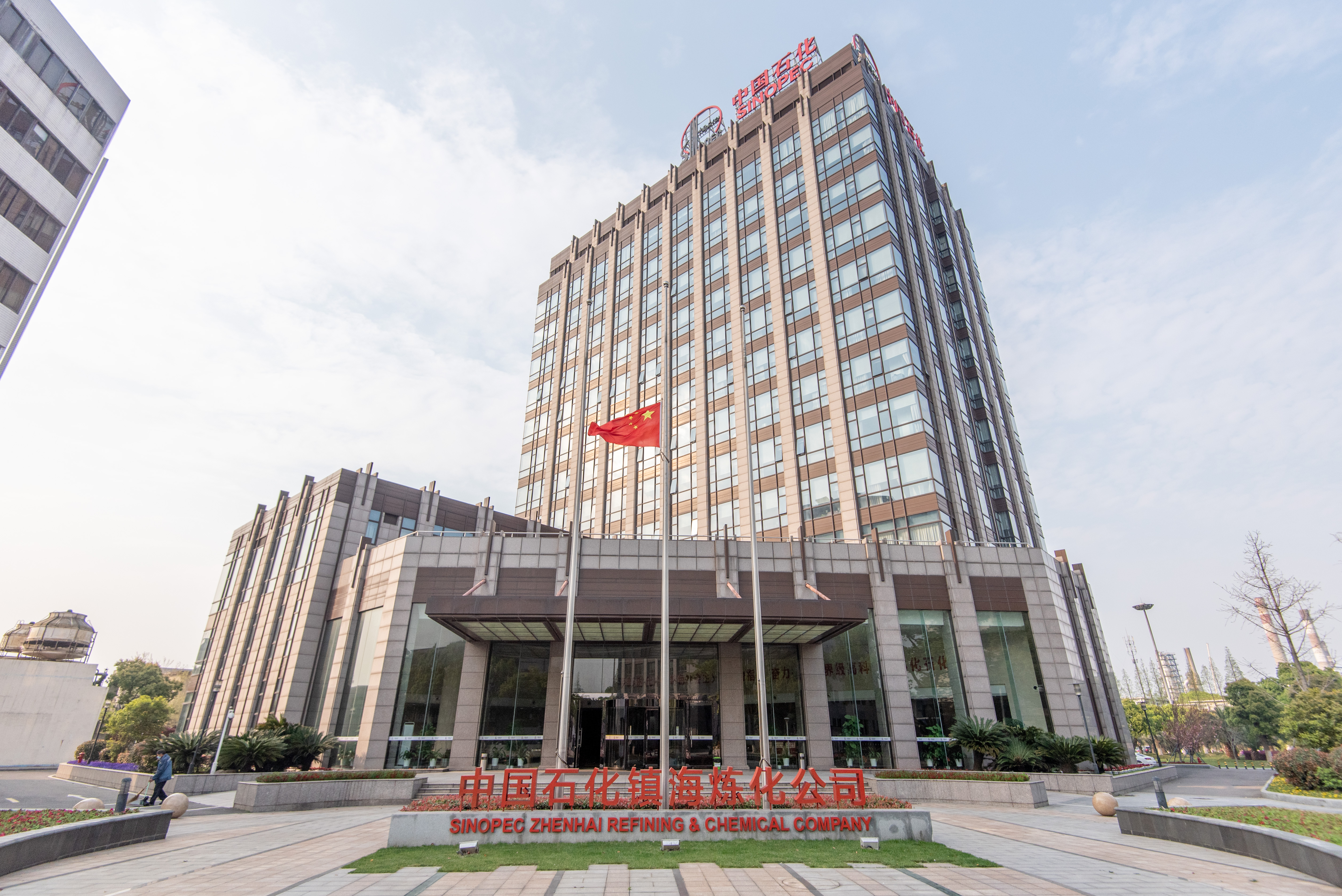
Офис Sinopec в Нинбо

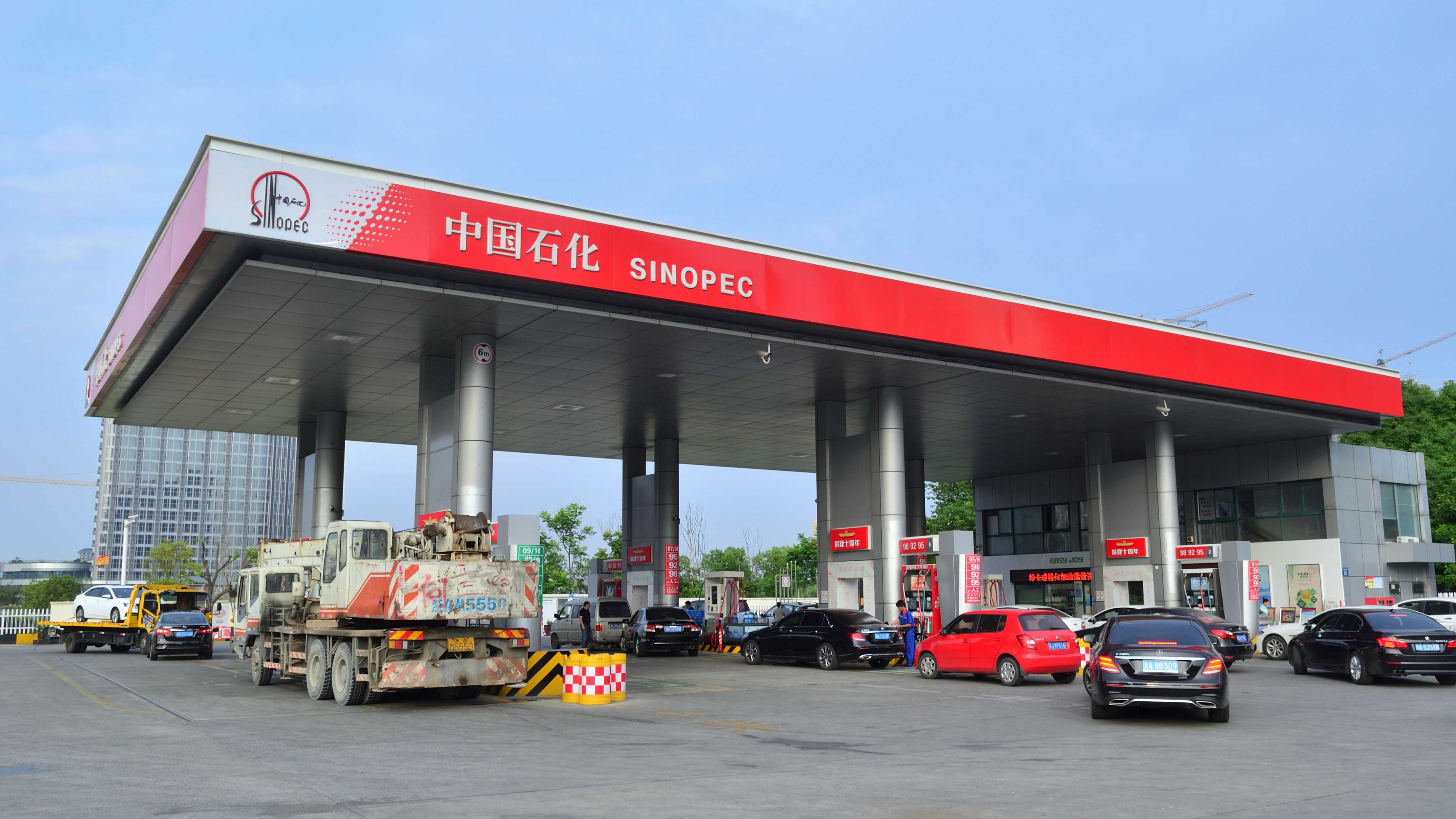
Автозаправка в Ханчжоу

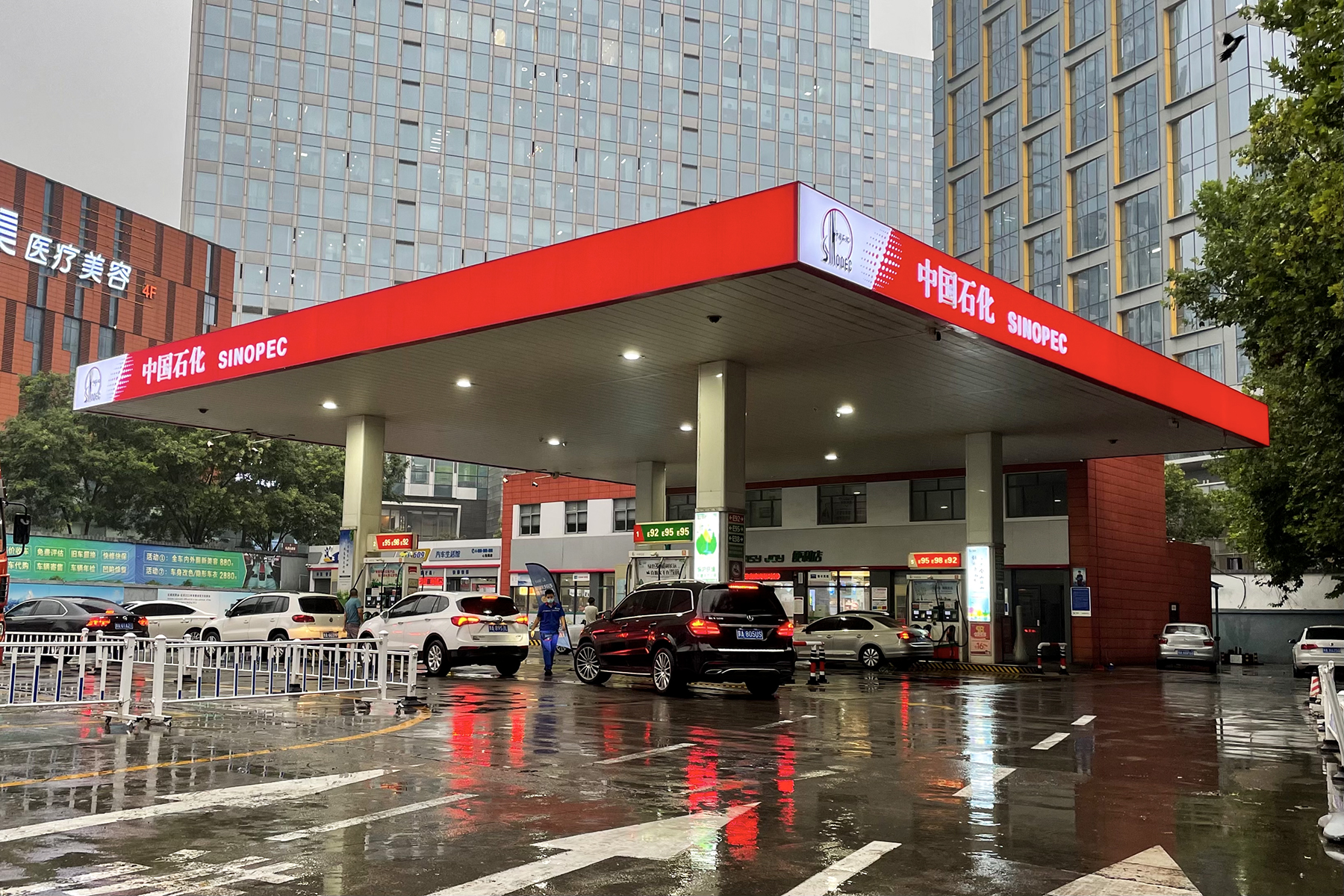
Автозаправка в Чжэнчжоу

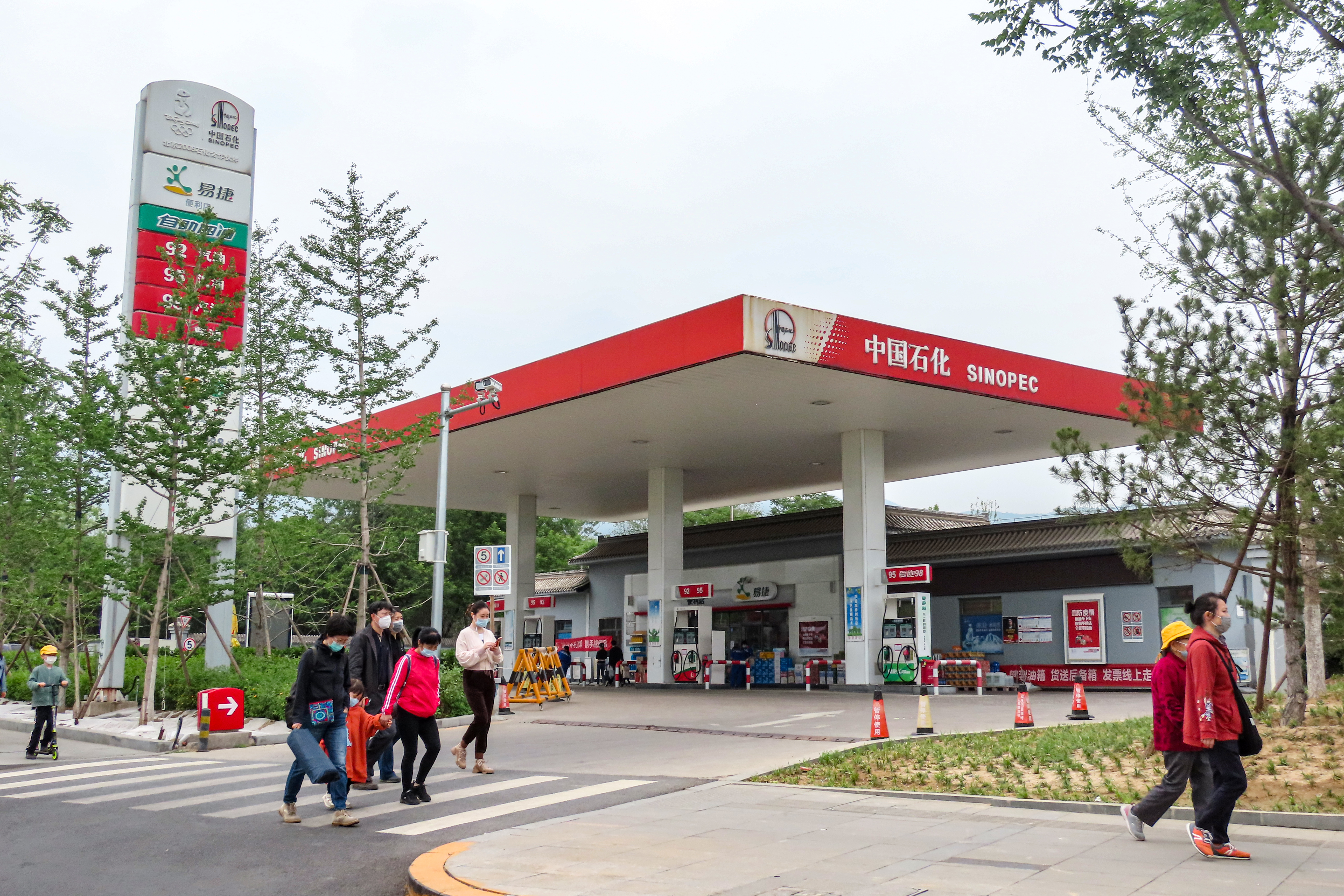
Автозаправка в Пекине

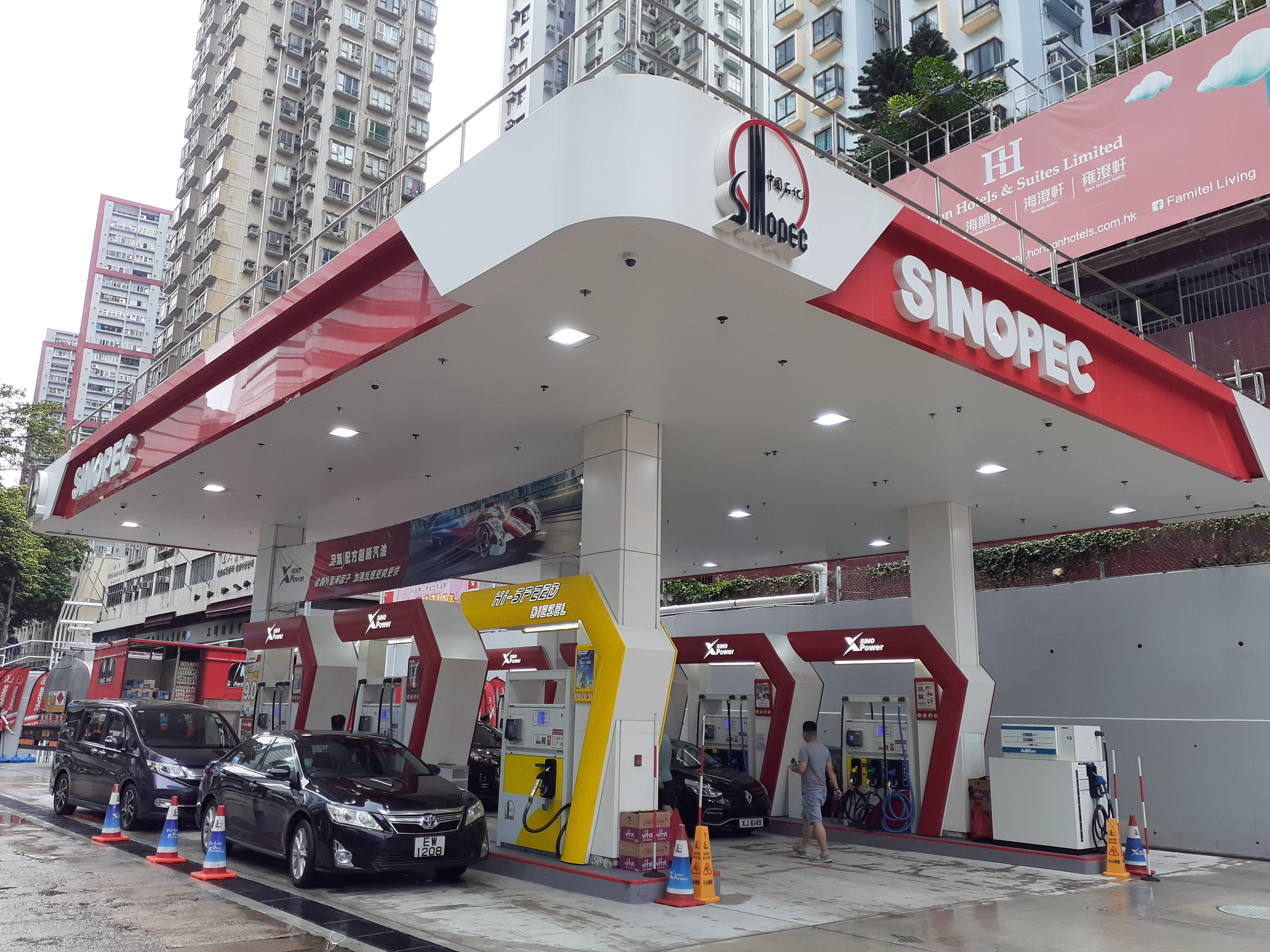
Автозаправка в Гонконге

Основные направления деятельности Sinopec:
- Разведка нефти и газа
- Разведка геотермальных ресурсов
- Разработка нефтегазовых месторождений
- Добыча нефти и газа
- Первичная переработка нефти и газа
- Производство нефтепродуктов (сжиженный нефтяной газ, природный газ, этилен, нефтяной кокс, асфальт, мазут, смазочные материалы, бензин, дизельное топливо)
- Производство хлора и соды
- Производство моющих и отбеливающих средств
- Производство химических удобрений
- Производство химических катализаторов, адсорбентов и добавок
- Производство соли
- Производство химических волокон и нетканых материалов
- Производство синтетической резины и каучука
- Транспортировка и хранение нефтепродуктов
- Розничный сбыт топлива и смазочных материалов
  - Заправка автомобилей
  - Заправка самолётов
  - Заправка судов
- Производство нефтегазового оборудования (буровые установки, трубы, изоляционные материалы, химические реакторы и насосы)
- Строительство нефтегазовых и энергетических объектов (в том числе заводов, электростанций, трубопроводов, терминалов и хранилищ)
- Развитие геотермального теплоснабжения[9]
- Финансовые услуги
- Операции с недвижимостью

По итогам 2020 года China Petrochemical Corporation добыла 35,14 млн тонн сырой нефти и 30,28 млрд кубометров природного газа, переработала 239 млн тонн нефти (- 4,7 %), произвела 17,69 млн тонн синтетической резины, 12,06 млн тонн этилена, 6,13 млн тонн сырья для синтетического волокна, 4,94 млн тонн параксилена, 3,2 млн тонн синтетических волокон, 1,39 млн тонн синтетического каучука, 1,32 млн тонн полимеров синтетических волокон, 0,5 млн тонн тонкоизмельченных химикатов.
Кроме того, в 2020 году China Petrochemical Corporation импортировала 209,6 млн тонн сырой нефти и 17,47 млн тонн СПГ, экспортировала 16,3 млн тонн нефтепродуктов, произвела 10,42 млн тонн асфальта и 1,32 млн тонн смазочных материалов, реализовала на рынке Китая 55,2 млрд кубометров природного газа (16,8 % внутреннего рынка), 113 млн тонн нефтепродуктов и 28,37 млн тонн мазута.

## Основные активы

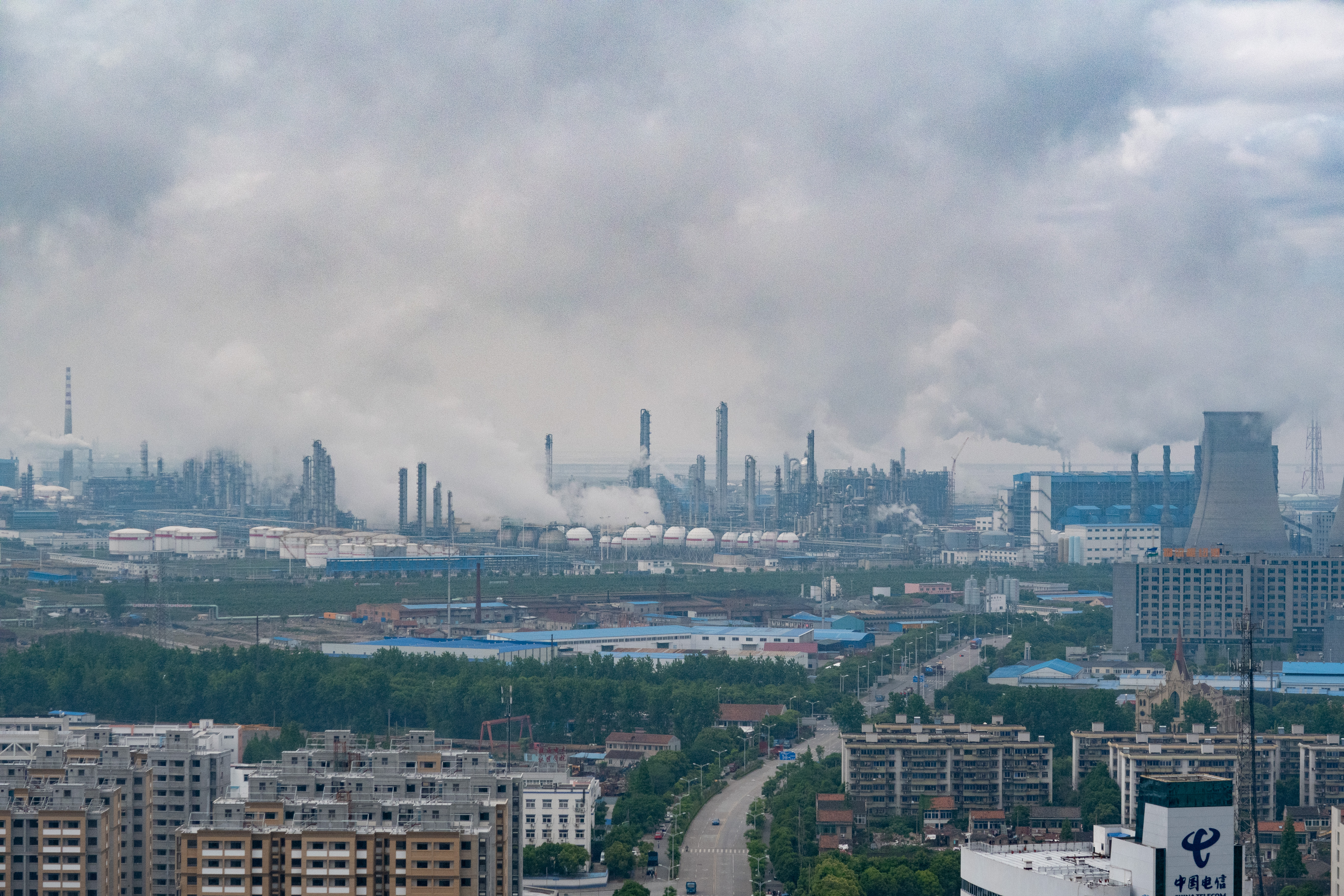
Завод Zhenhai Refinery and Chemical в Нинбо

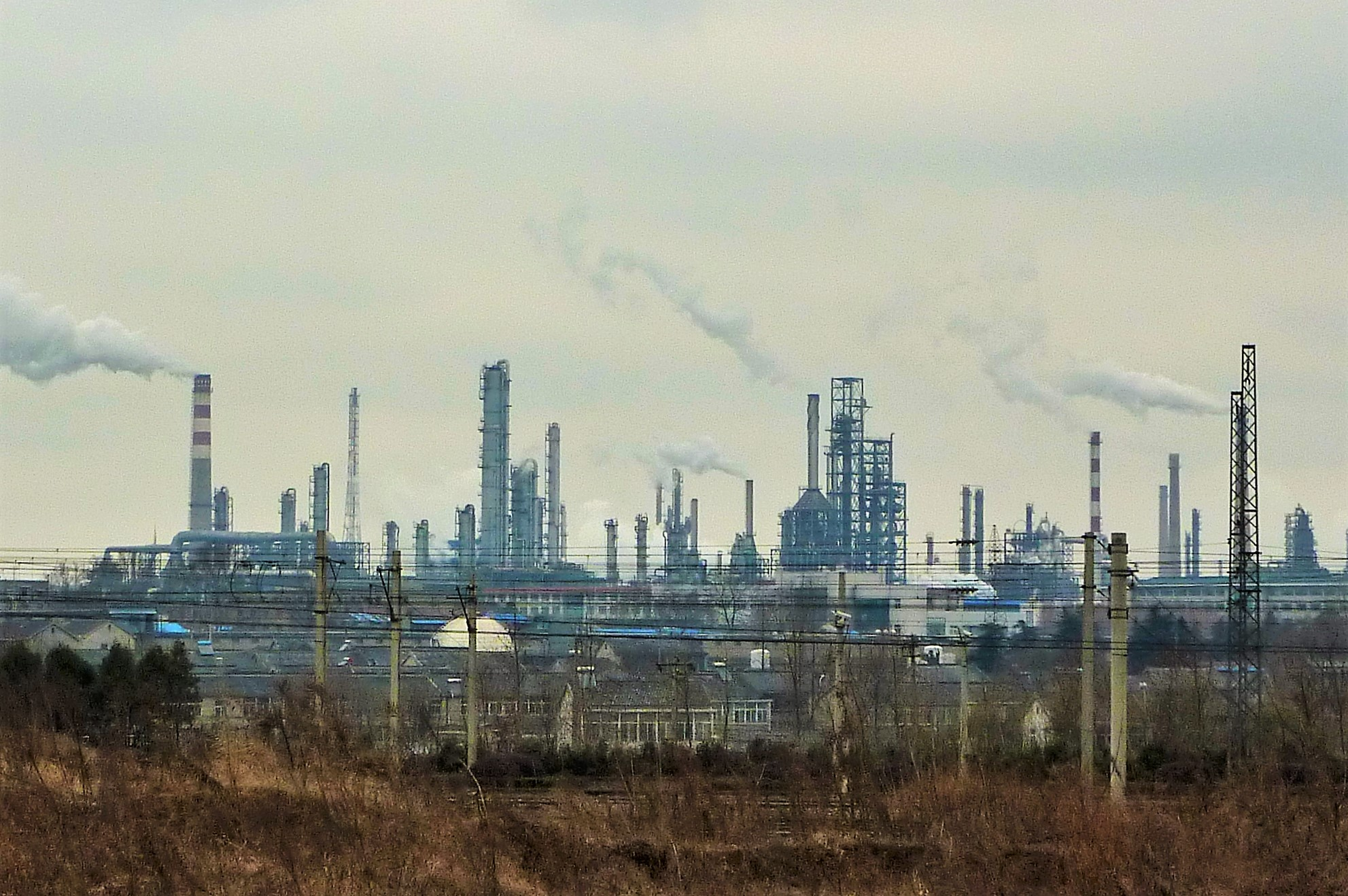
Завод удобрений Jinling Petrochemical в Нанкине

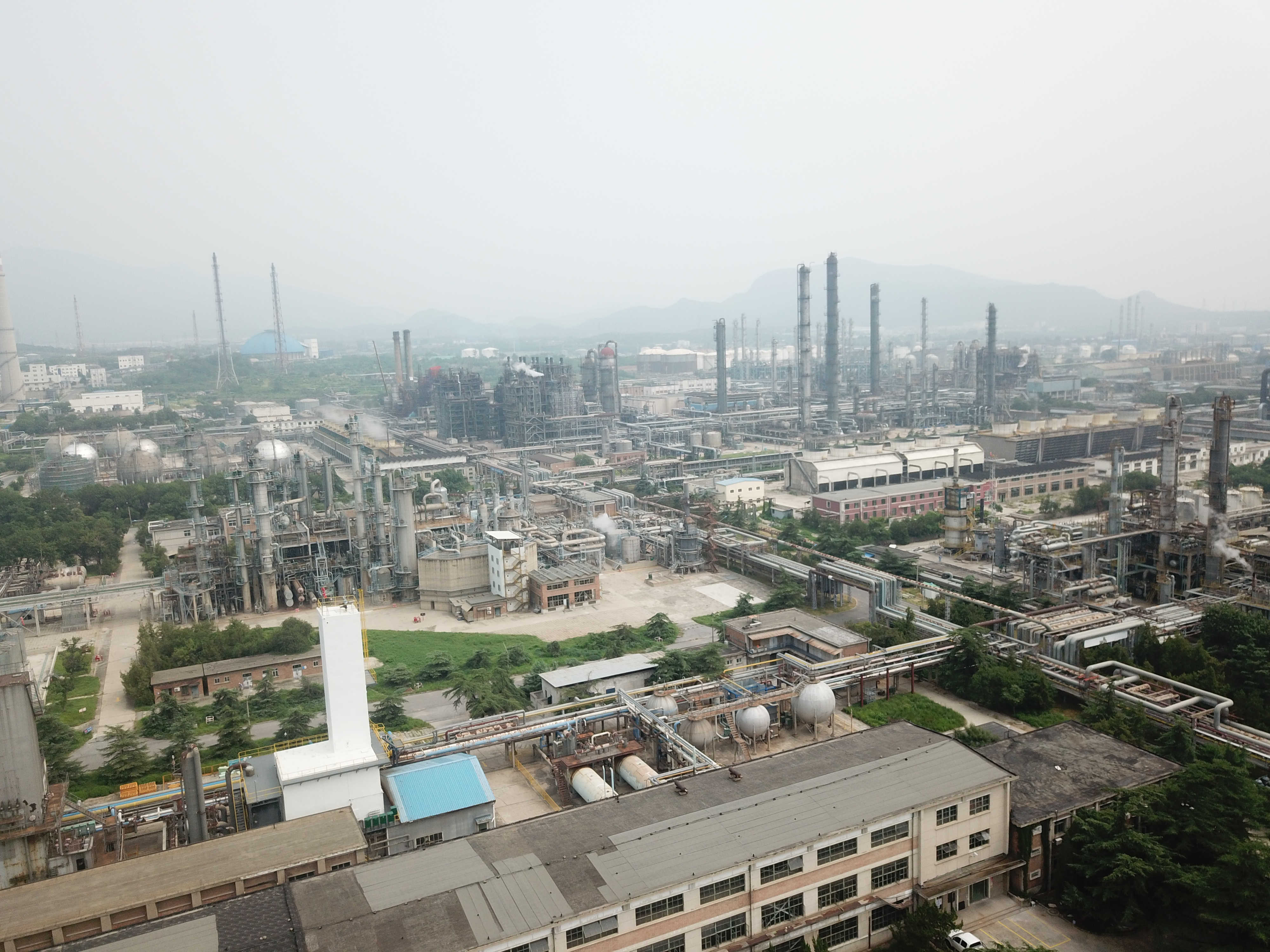
Завод Yanshan Petrochemical в Пекине

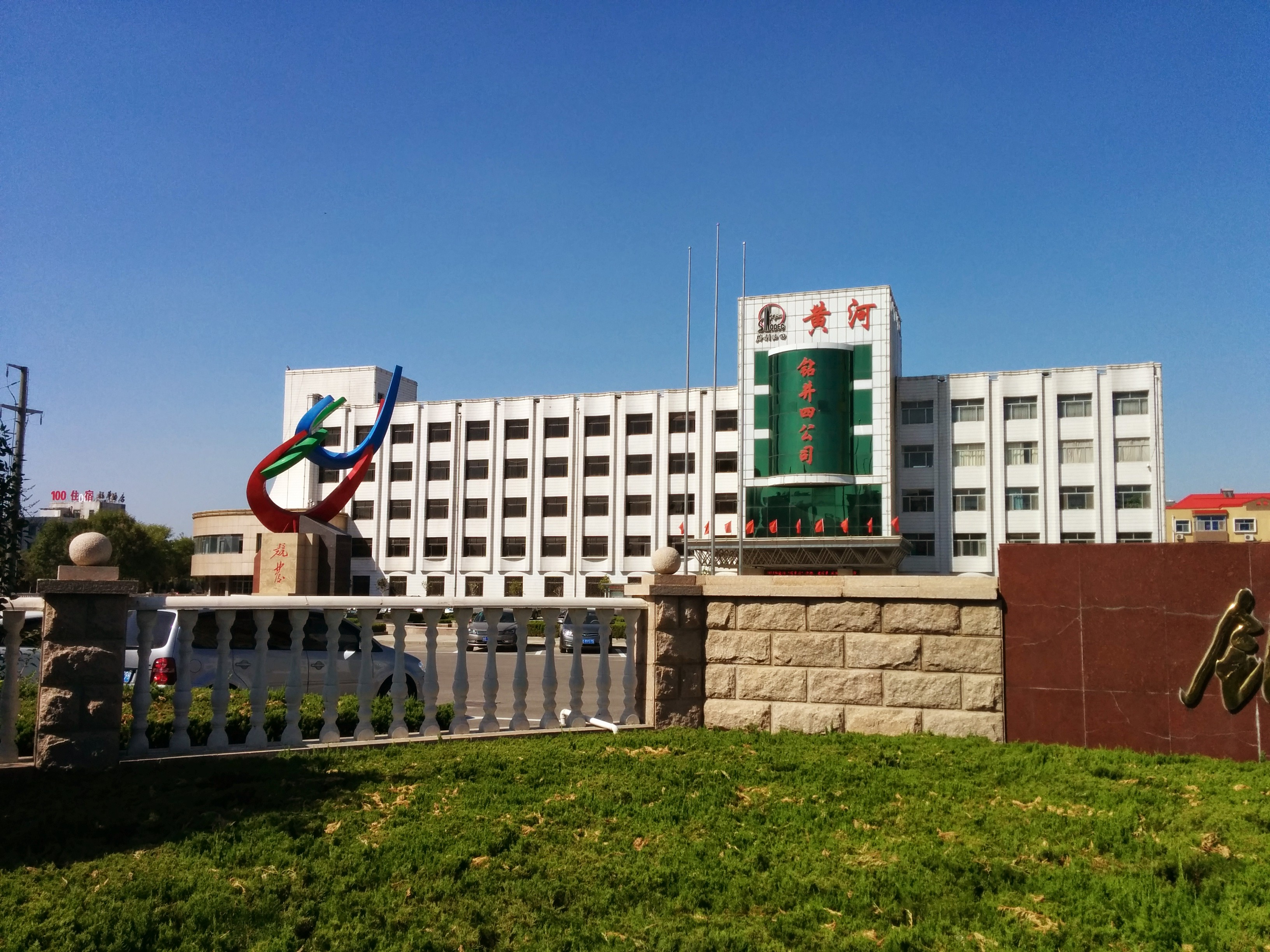
Филиал в Дунъине

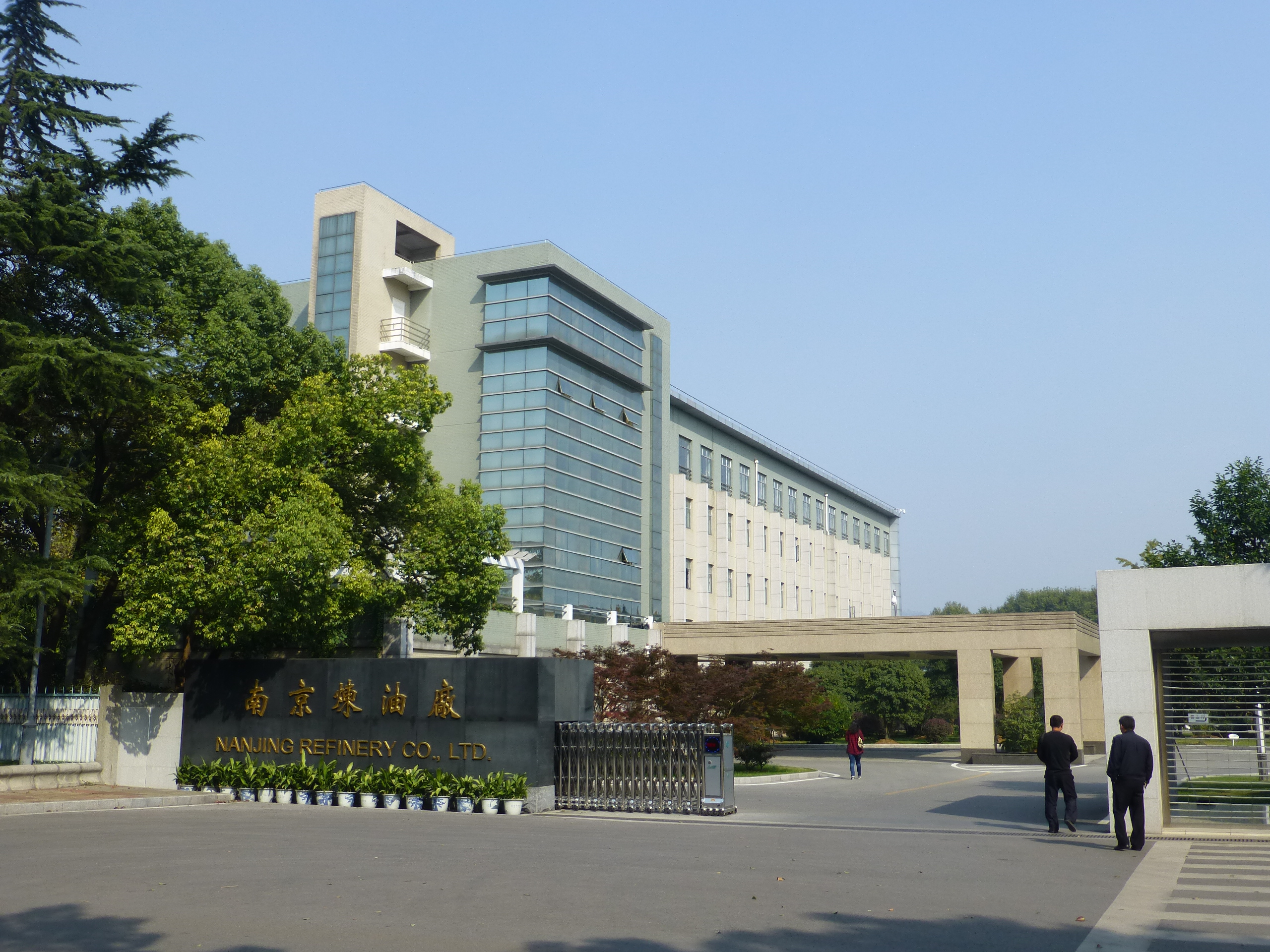
Нанкинский НПЗ

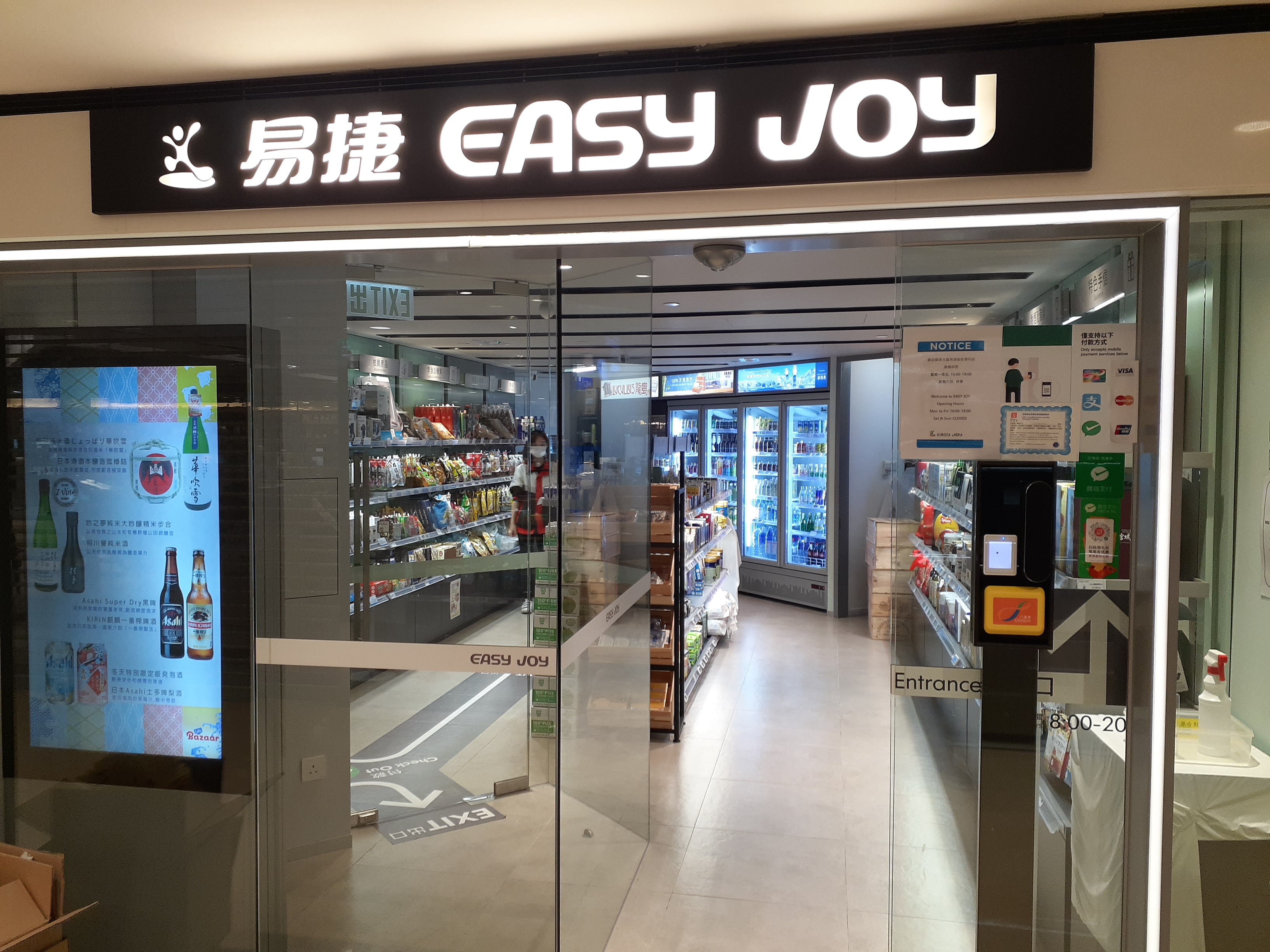
Магазин Easy Joy в Гонконге

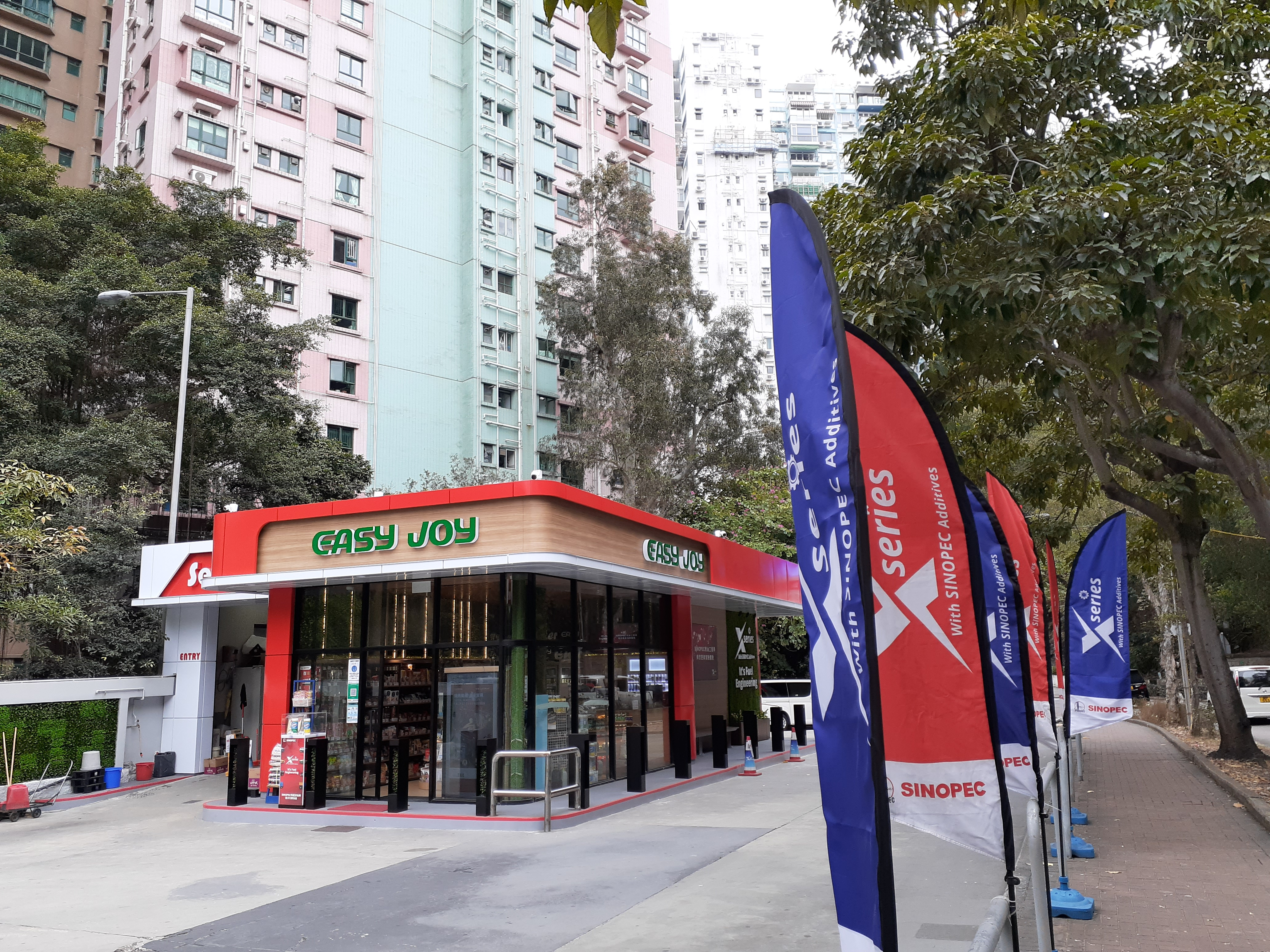
Магазин Easy Joy на заправке в Гонконге

Основными брендами Sinopec Group являются Sinopec (нефтепродукты и автозаправки), Easy Joy (розничные магазины), Great Wall Lubricant (смазочные материалы), Epec.com (электронная торговля ), Donghai Asphalt (асфальт) и Sinopec Oilfield Equipment (промышленное оборудование). В состав Sinopec Group входит несколько десятков подразделений, дочерних компаний и других аффилированных структур.

### Добыча нефти и газа
Sinopec Group ведёт добычу нефти и газа в провинциях Хэйлунцзян, Гирин, Ляонин, Шэньси, Шаньси, Хэнань, Шаньдун, Цзянсу, Аньхой, Чжэцзян, Хубэй, Сычуань, Гуйчжоу, городах Шанхай и Чунцин, а также во Внутренней Монголии, Синьцзян-Уйгурском автономном районе и Гуанси-Чжуанском автономном районе.
- Sinopec Zhongyuan Oilfield Company (Пуян)[19]
- Sinopec Henan Oilfield Company (Наньян)[20]
- Sinopec Jianghan Oilfield Company (Цяньцзян)[21]
- Sinopec Jiangsu Oilfield Company (Янчжоу)[22]
- Sinopec Southwest Oil & Gas Company (Чэнду)[23]
- Sinopec Northwest Oilfield Company (Урумчи)[24]
- Sinopec Shanghai Offshore Petroleum Company (Шанхай)[25]
- Sinopec East China Company (Нанкин)[26]
- Sinopec North China E&P Company (Чжэнчжоу)[27]
- Sinopec Northeast Oil and Gas Company (Чанчунь)[28]
- Добыча сланцевого газа в Фулине[29][30][31]

### Нефтепереработка и нефтехимия
- Нефтехимический комбинат Sinopec Great Wall Energy and Chemical (Ордос)
- Нефтехимический комбинат Sinopec Beijing Yanshan Company (Пекин)[32]
- Завод смазочных материалов Sinopec Lubricant Company (Пекин)[33]
- Завод катализаторов Sinopec Catalyst Company (Пекин)[34]
- Нефтехимический комбинат Sinopec Tianjin Company (Тяньцзинь)[35]
- Нефтехимический комбинат Sinopec Cangzhou Company (Цанчжоу)[36]
- Нефтехимический комбинат Sinopec Shijiazhuang Refining & Chemical Company (Шицзячжуан)[37]
- Нефтехимический комбинат Sinopec Jinan Company (Цзинань)[38]
- Нефтехимический комбинат Sinopec Qilu Petrochemical Corporation (Цзыбо)[39]
- Нефтехимический комбинат Sinopec Qingdao Refining and Chemical (Циндао)[40]
- Нефтехимический комбинат Sinopec Qingdao Petrochemical (Циндао)[41]
- Нефтехимический комбинат Sinopec Luoyang Company (Лоян)[42]
- Нефтехимический комбинат Sinopec Zhongyuan Petrochemical (Пуян)[43]
- Нефтехимический комбинат Sinopec Jingmen Company (Цзинмэнь)[44]
- Нефтехимический комбинат Sinopec Wuhan Company (Ухань)[45]
- Химический комбинат Jianghan Salt & Chemical (Ухань)
- Завод химических удобрений Sinopec Hubei Chemical Fertilizer Company (Чжицзян)[46]
- Нефтехимический комбинат Sinopec Anqing Company (Аньцин)[47]
- Нефтехимический комбинат Sinopec Jinling Company (Нанкин)[48]
- Нефтехимический комбинат Sinopec Yangzi Petrochemical Company (Нанкин)[49]
- Химический завод Sinopec Nanjing Chemical Industrial Corporation (Нанкин)[50]
- Завод химических волокон Sinopec Yizheng Chemical Fiber Company (Ичжэн)[51][52]
- Нефтехимический комбинат Sinopec Shanghai Petrochemical (Шанхай)[53]
- Нефтехимический комбинат Sinopec Shanghai Gaoqiao Company (Шанхай)[54]
- Нефтехимический комбинат Sinopec Zhenhai Refining & Chemical Company (Нинбо)[55]
- Нефтехимический комбинат Sinopec Baling Petrochemical Company (Чандэ)[56]
- Нефтехимический комбинат Sinopec Changling Petrochemical Company (Юэян)[57]
- Нефтехимический комбинат Sinopec Jiujiang Company (Цзюцзян)[58]
- Нефтехимический комбинат Sinopec Guangzhou Petrochemical Company (Гуанчжоу)[59]
- Нефтехимический комбинат Sinopec Maoming Petrochemical Company (Маомин)[60]
- Нефтехимический комбинат Sinopec Zhanjiang Dongxing Petrochemical Company (Чжаньцзян)[61]
- Нефтехимический комбинат Sinopec Beihai Refining & Chemical (Бэйхай)[62]
- Нефтехимический комбинат Sinopec Great Wall Energy Chemicals (Бицзе)
- Нефтехимический комбинат Sinopec Hainan Petrochemical (Даньчжоу)[63]
- Нефтехимический комбинат Sinopec Xi’an Petrochemical Company (Сиань)[64]
- Нефтехимический комбинат Sinopec Great Wall Energy and Chemical (Линъу)
- Нефтехимический комбинат Sinopec Tahe Company (Куча)[65]

### Тепловая и зелёная энергетика
- Теплоэлектростанция Гаоцяо (Шанхай)
- Завод по производству водорода (Куча)[66]
- Солнечные электростанции в Синьцзяне[67]

### Совместные предприятия
- Нефтехимический комбинат Fujian Petrochemical Company в Цюаньчжоу (совместное предприятие Sinopec Group и Fujian Petrochemical Industrial Grou)[68]
  - Нефтехимический завод Fujian Refining & Chemical в Цюаньчжоу (совместное предприятие Fujian Petrochemical Company, ExxonMobil и Saudi Aramco)[69]
- Нефтехимический завод Shanghai Secco Petrochemical в Шанхае (совместное предприятие Sinopec Group и BP Chemicals)[70]
- Нефтехимический завод в Нинбо (совместное предприятие Sinopec Group и LyondellBasell)[71]
- Нефтехимический завод BASF-YPC Company в Нанкине (совместное предприятие Sinopec Yangzi Petrochemical Company и BASF)[72]
- Завод полиэфирной плёнки в Ичжэне (совместное предприятие Sinopec Group и Toray Industries)
- Завод полипропиленовой ткани в Ичжэне (совместное предприятие Sinopec Group и Low & Bonar Group)
- Завод синтетического каучука Arlanxeo China в Чанчжоу (совместное предприятие Sinopec Group, Saudi Aramco и Lanxess)[73]
- Компания Sinopec SenMei (Fujian) Petroleum Compan в Фучжоу (совместное предприятие Sinopec Group, ExxonMobil и Saudi Aramco — оптовые и розничные поставки нефтепродуктов)[74]
- Компания Petro-CyberWorks Information Technology в Пекине (совместное предприятие Sinopec Group и PCCW Enterprise Resource — информационные технологии)[75]

### Сбытовые предприятия
Сбытовые предприятия Sinopec Group (нефтебазы, автозаправочные станции, станции заправки самолётов и судов) расположены во всех провинциях, автономных районах и городах центрального подчинения Китая, а также в Гонконге и Макао. Дочерние структуры Sinopec Group занимаются оптовой и розничной продажей топлива, природного газа и смазочных материалов.
Sinopec Group имеет крупнейшую в Китае сеть автозаправочных станций (более 30 тыс.) и крупнейшую в стране сеть розничных продаж Easy Joy (более 27,8 тыс. магазинов, более 8 тыс. станций обслуживания автомобилей и более 1 тыс. ресторанов).

### Зарубежные активы
По состоянию на 2020 год Sinopec Group имела проекты по разведке и добыче нефти и газа в 24 странах мира, в том числе в России, Казахстане, Саудовской Аравии, Египте, Анголе, Бразилии и Эквадоре, проекты в области нефтегазовых услуг в Саудовской Аравии и Кувейте. 
- 10 % акций нефтехимической компании Сибур (Москва)[78]
- Амурский газохимический комплекс в Свободном (совместное предприятие Sinopec Group и Сибур)[79]
- Красноярский завод синтетического каучука (совместное предприятие Sinopec Group и Сибур)
- Нефтедобывающая компания Удмуртнефть (совместное предприятие Sinopec Group и Роснефть)
- Нефтедобывающая компания Казахойл Актобе (совместное предприятие Sinopec Group и Казмунайгаз)
- Нефтеперерабатывающий завод Yanbu Aramco Sinopec Refining Company в Янбу-эль-Бахр (совместное предприятие Sinopec Group и Saudi Aramco)[80]
- Нефтехимический терминал в Эль-Фуджайра
- Терминал мазута на Шри-Ланке
- Завод смазочных материалов Sinopec в Сингапуре
- Торговая компания Sinopec Fuel Oil (Singapore) Company в Сингапуре
- Торговая компания UNIPEC Singapore в Сингапуре
- Нефтеперерабатывающий завод в Таиланде
- Доля в комплексе по сжижению газа на острове Кертис
- Логистическая компания Vesta Terminals в Утрехте (совместное предприятие Sinopec Group и Mercuria Energy Group, оператор нефтехимических терминалов в Антверпене, Флиссингене и Таллине)[81]
- Торговая компания UNIPEC UK в Лондоне
- Торговая компания UNIPEC America в Хьюстоне

## Другие дочерние компании
- Sinopec Pipeline Storage & Transportation Company (Сюйчжоу — транспортировка и хранение нефти, нефтепродуктов и газа)[82]
- Sinopec Gas Company (Пекин — строительство газовой инфраструктуры)[83]
- Sinopec Engineering Group (Пекин — разработка и производство нефтехимического оборудования, строительство нефтехимических предприятий)[84][85]
  - Sinopec Fifth Construction (Гуанчжоу — строительство нефтехимических предприятий)[86][87]
- Sinopec Oilfield Service Corporation (Пекин — обслуживание нефтедобывающих предприятий)
- Sinopec Exploration Southern Company (Чэнду — разведка нефти и газа)[88]
- Sinopec Chemical Commercial Holding (Пекин — экспортно-импортные операции и логистика)[89]
- China International United Petroleum & Chemicals или UNIPEC (Пекин — экспортно-импортные операции и логистика)[90]
- China Petrochemical International (Пекин — экспортно-импортные операции и логистика)[91]
- Sinopec Marketing Company (Пекин — продажи нефтепродуктов, управление сетями заправок)[92]
- Sinopec Fuel Oil Sales Corporation (Пекин — продажи мазута)[93]
- Sinopec Asphalt Sales Company (Шанхай — продажи асфальта)[94]
- China Petrochemical Technology Company (Пекин — лицензирование химических предприятий, инжиниринг и консалтинг)[95]
- Sinopec Natural Gas Company (производство и сбыт природного газа)
- Sinopec Great Wall Gas Investment (управление газовыми терминалами)
- Sinopec Green Energy Geothermal Development (развитие геотермальной энергетики)[96]
- Sinopec Capital (финансовые операции)
- Sinopec Assets Management Corporation (управление активами)
- Sinopec Easy Joy Sales (сеть розничных магазинов)

## Научные исследования
В состав Sinopec Group входит семь научно-исследовательских учреждений:
- Исследовательский институт разведки и добычи нефти (Пекин)[97]
- Исследовательский институт нефтепереработки (Пекин)[98]
- Исследовательский институт нефтяной инженерии (Пекин)[99]
- Исследовательский институт нефтехимических технологий (Шанхай)[100]
- Исследовательский институт нефти и нефтехимии (Фушунь)[101]
- Институт техники безопасности (Циндао)[102]
- Геофизический исследовательский институт (Нанкин)[103]